# Paweł Sztompke

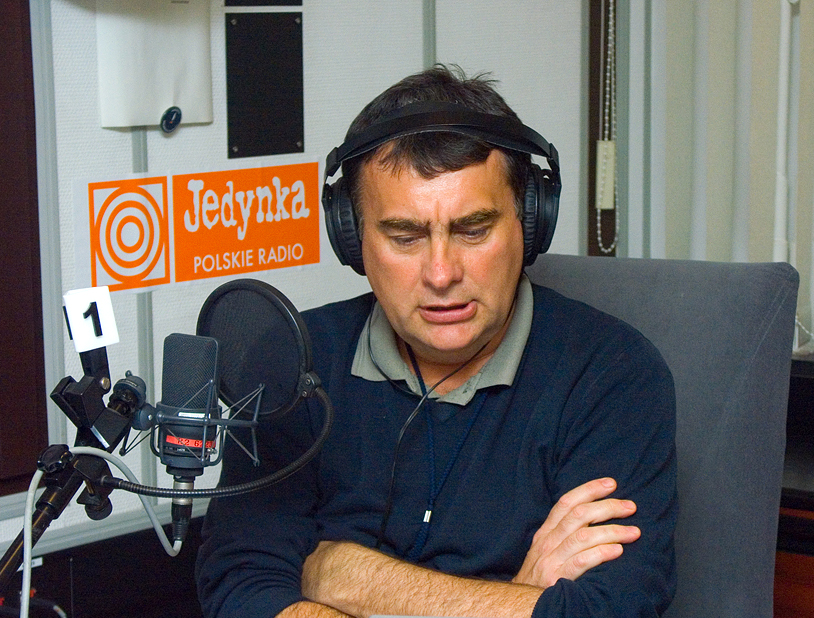
Paweł Sztompke w studiu PR I

Paweł Sztompke (ur. 13 lutego 1954 w Warszawie) – polski dziennikarz i recenzent muzyczny, związany obecnie z Programem I Polskiego Radia.

## Życiorys
Syn Wacława i Janiny. W latach 1974–1980 studiował muzykologię na Wydziale Historycznym Uniwersytetu Warszawskiego. Dyplom magistra socjologii muzyki uzyskał w 1980. W 1982 ukończył podyplomowe studia dziennikarskie na Uniwersytecie Warszawskim.
W latach 1977–1996 pracował w Programie III Polskiego Radia. W latach 1986–1996 był kierownikiem redakcji muzycznej tego programu. W 1996 przeszedł do I Programu Polskiego Radia, gdzie do 2006 i ponownie od 2015 pełni funkcję kierownika redakcji muzycznej. Obecnie jest gospodarzem Muzycznej Jedynki
Jest też autorem recenzji muzycznych i filmowych publikowanych w miesięczniku Film oraz w Dzienniku Polska-Europa-Świat. Jest też członkiem Akademii Muzycznej Trójki. Wielokrotnie zasiadał w jury rozmaitych festiwali muzycznych.
Od 1977 roku stale prowadzi audycje na temat muzyki filmowej: „Filmowa tonacja trójki” (1978–1997), od 1996 roku „Muzyka kina” w Jedynce. Prowadzi koncerty oraz gale artystyczne na terenie całego kraju

### Działalność zawodowa
Jest współpomysłodawcą i inicjatorem koncertów z udziałem publiczności w studiu nagraniowym M-1, późniejszym studiu imienia Agnieszki Osieckiej. Jest pomysłodawcą tradycji koncertów bożonarodzeniowych w Trójce, inicjatorem Trójkowych Seansów Filmowych, inicjatorem nagród muzycznych Programu III (Mateusze) - od imienia pierwszego kierownika redakcji muzycznej Programu III Mateusza Święcickiego. Pomysłodawcą i prowadzącym koncerty muzyki rozrywkowej w studiu koncertowym Polskiego Radia imienia Witolda Lutosławskiego. Gospodarzem Studia Piosenki Teatru Polskiego Radia i Programu I w studiu koncertowym imienia Władysława Szpilmana. Autorem wielu kompilacji płytowych wydawanych przez Agencję Muzyczną Polskiego Radia. Sprawozdawca muzyczny z polskich festiwali muzycznych i filmowych. Redaktor nagrań muzycznych z dziedziny jazzu i muzyki rozrywkowej w studiach nagraniowych Polskiego Radia. Juror na polskich festiwalach muzycznych. Autor i prowadzący cykl programów filmowych „Tak jak w kinie” w Telewizji Polonia.

#### Ważniejsze audycje radiowe
Filmowa Tonacja Trójki, Jam Session w Trójce, Tylko bez polityki, proszę (wspólnie z redaktor Anną Semkowicz) Muzyczna Jedynka, Muzyka nocą, Muzyka kina.

## Ordery i odznaczenia
- Krzyż Kawalerski Orderu Odrodzenia Polski (2015)[3]
- Srebrny Krzyż Zasługi (2002)[4]
- Brązowy Medal „Zasłużony Kulturze Gloria Artis” (2013)[5]

## Nagrody i wyróżnienia
- Złoty Mikrofon - nagroda Polskiego Radia (2008)[6]
- Wawrzyn Mowy Polskiej (2015)[7][8]
- Nagroda ZAiKS-u za popularyzację polskiej twórczości rozrywkowej (2023)[9]